# Préjuce Nakoulma
Préjuce Nakoulma est un footballeur international burkinabé né le 21 avril 1987 à Ouagadougou. Il évolue au poste d'avant-centre ou d'ailier, et est actuellement sans club.

## Biographie

### Parcours en club

#### Révélation en Pologne
Préjuce Nakoulma est formé au CF Ouagadougou au Burkina Faso. En 2006, il rejoint la Pologne et le Granica Lubycza Królewska. Puis, au Hetman Zamość, il arpente la III Liga, le championnat de quatrième division, avant d'être prêté courant 2007 au Stal Stalowa Wola qui évolue en deuxième division. Au terme de la saison 2007-2008, il rallie le Górnik Łęczna où sa carrière prend réellement forme. En deux saisons, il prend part à 56 des 68 matchs de championnat. De quoi en faire un acteur de la montée du club en Ekstraklasa, la D1 polonaise, au terme de la saison 2009-2010.
En juillet 2010, il est prêté pour un an au Widzew Łódź mais y vit une saison blanche (8 apparitions, 1 but),. De retour au Górnik Łęczna, relégué, il marque 3 buts en 5 matchs de D2 et signe dans la foulée au Górnik Zabrze pour sa deuxième expérience en première division. Celle-ci sera la bonne, il participe alors à 25 matchs pour 23 titularisations et 9 buts de l'édition 2011-2012 du championnat de Pologne. Meilleur buteur du club, Nakoulma commence à attirer les regards hors des frontières polonaises mais signe finalement un nouveau contrat avec le Górnik Zabrze en juin 2012,.
Après une nouvelle saison pleine (2012-2013, 28 apparitions, 23 titularisations, 5 buts), l'international burkinabé intéresserait dorénavant le Werder Brême et le Chievo Verone. En janvier 2014, le nom de l'OGC Nice apparaît également pour le joueur libre à l'été 2014.

#### Passage en Turquie
Annoncé aux quatre coins de l'Europe (West Bromwich Albion, Legia Varsovie, PAOK Salonique, Gaziantepspor, Besiktas, FC Nantes), il signe à l'été 2014 en Turquie pour le Mersin İdman Yurdu, promu en première division turque. Pour sa première saison, il y est le troisième joueur le plus utilisé en championnat et le troisième meilleur buteur du club avec 6 réalisations. Pour sa deuxième saison, il y inscrit le même nombre de buts, meilleur buteur du club avec le Brésilien Welliton, mais ne peut empêcher son club de finir dernier... Une relégation qui le porte vers Kayserispor, club le plus « Ligue 1 » de Turquie où évoluent Ahamada, Mabiala, Kana-Biyik, Samba Sow, Alain Traoré, N'Guemo et Ryan Mendes. Cinq mois après son arrivée, il y résilie son contrat.

#### Arrivée en Ligue 1
Son transfert est officialisé par le FC Nantes lors du dernier jour du mercato hivernal, le 31 janvier 2017. Néanmoins, il n’apparaît sur le sol français que le 10 février et se présente trop tardivement au club pour passer sa visite médicale afin que sa licence soit homologuée par la LFP, n'étant ainsi pas qualifié pour la réception de l'Olympique de Marseille le dimanche suivant. Il débute finalement sous ses nouvelles couleurs le 24 février 2017 pour la réception de Dijon (victoire 3-1, 27e journée). Il marque deux buts lors du déplacement à Montpellier (victoire 2-3, 29e journée) le 11 mars 2017 pour sa deuxième titularisation. Il conclut cette deuxième partie de saison avec six buts à son actifs dont deux doublés pour 11 apparitions dont 10 titularisations. L'attaque nantaise, avec son apport, passe de la 18e à la 12e place.
Néanmoins, malgré cette belle demi-saison, il fait part de ses envies de départ dès le mois d'août 2017. Il commence à enchaîner les matches à partir de la mi-septembre, participant à chacune des rencontres entre la 6e et la 14e journée avant d'être ralenti par des problèmes musculaires et une grippe, tout en rappelant ses velléités de départ. Ayant des relations compliquées avec Claudio Ranieri, lui reprochant son manque d'implications et ses caprices, il refuse notamment de s'échauffer lorsqu'il apprend qu'il ne sera pas titulaire face à l'OGC Nice le 18 février 2018 (1-1, 26e journée). Buteur pour sa première titularisation de l'année 2018, il trouve le chemin des filets à cette occasion face à Dijon (1-1, 33e journée), connaissant trois autres titularisations par la suite avant d'être victime d'une entorse lors de la réception du MHSC.
Après des mois de conflit, la résiliation de son contrat est finalement annoncée le 10 août 2018.

#### Nouveau passage en Turquie et retour en France
Il ne retrouve un club que le 11 janvier 2019, s'engageant en faveur de Rizespor où évolue un de ses anciens coéquipiers nantais, Chidozie Awaziem. Son passage n'y est guère concluant, ne disputant que 214 minutes de jeu, réalisées lors de douze apparitions dont une seule titularisation pour deux buts marqués.
Après six nouveaux mois sans club, il s'engage le 30 décembre 2019 en faveur de l'US Orléans, alors dernier de Ligue 2, jusqu'à la fin de la saison. Après une petite année dans le club du Loiret, il s’entretient physiquement à l'AS Sautron dans l’optique de rebondir dans un autre club.

### En sélection nationale
Il participe à la Coupe d'Afrique des nations 2012 puis à celle de 2013 avec le Burkina Faso, lors de laquelle il atteint et joue la finale, perdue contre le Nigeria.

#### Buts internationaux
| But | Date             | Lieu                                             | Adversaire | Score | Résultat | Compétition                                         |
| --- | ---------------- | ------------------------------------------------ | ---------- | ----- | -------- | --------------------------------------------------- |
| 1.  | 26 mai 2012      | Stade du 4-Août, Ouagadougou, Burkina Faso       | Bénin      | 1–0   | 2–2      | Match amical                                        |
| 2.  | 26 mai 2012      | Stade du 4-Août, Ouagadougou, Burkina Faso       | Bénin      | 2–2   | 2–2      | Match amical                                        |
| 3.  | 23 mars 2013     | Stade du 4-Août, Ouagadougou, Burkina Faso       | Niger      | 4–0   | 4–1      | Éliminatoires de la Coupe du monde de football 2014 |
| 4.  | 7 septembre 2013 | Stade du 4-Août, Ouagadougou, Burkina Faso       | Gabon      | 1–0   | 1–0      | Éliminatoires de la Coupe du monde de football 2014 |
| 5.  | 16 juin 2015     | Stade Olympique Yves-du-Manoir, Colombes, France | Cameroun   | 1–0   | 2–3      | Match amical                                        |
| 6.  | 12 novembre 2015 | Stade de l'Amitié, Cotonou, Bénin                | Bénin      | 1–1   | 1–2      | Éliminatoires de la Coupe du monde de football 2018 |
| 7.  | 4 septembre 2016 | Stade du 4-Août, Ouagadougou, Burkina Faso       | Botswana   | 1–0   | 2–1      | Éliminatoires CAN 2017                              |
| 8.  | 12 novembre 2016 | Estádio Nacional de Cabo Verde, Praia, Cap-Vert  | Cap-Vert   | 2–0   | 2–0      | Éliminatoires de la Coupe du monde de football 2018 |
| 9.  | 18 janvier 2017  | Stade d'Angondjé, Libreville, Gabon              | Gabon      | 1–0   | 1–1      | CAN 2017 (1er tour)                                 |
| 10. | 28 janvier 20177 | Stade d'Angondjé, Libreville, Gabon              | Tunisie    | 2–0   | 2–0      | CAN 2017 (Quarts-de-finale)                         |
| 11. | 14 novembre 2017 | Stade du 4-Août, Ouagadougou, Burkina Faso       | Cap-Vert   | 1–0   | 4–0      | Éliminatoires de la Coupe du monde de football 2018 |
| 12. | 14 novembre 2017 | Stade du 4-Août, Ouagadougou, Burkina Faso       | Cap-Vert   | 2–0   | 4–0      | Éliminatoires de la Coupe du monde de football 2018 |
| 13. | 14 novembre 2017 | Stade du 4-Août, Ouagadougou, Burkina Faso       | Cap-Vert   | 3–0   | 4–0      | Éliminatoires de la Coupe du monde de football 2018 |

## Style de jeu
Préjuce Nakoulma est un joueur évoluant en position d'avant-centre ou d'ailier gauche.
C'est un joueur aimant provoquer en un contre un et bon finisseur devant le but.
Il est également très rapide, puissant et il prend bien la profondeur.

## Palmarès

### En sélection
- Burkina Faso
  - Finaliste de la Coupe d'Afrique des nations en 2013
  - Troisième de la Coupe d'Afrique des nations en 2017 vainqueur de la coupe nationale

### Distinctions personnelles
- Burkina Faso
  - Co-meilleur buteur des éliminatoires de la Coupe du monde de football 2018 : zone Afrique (5 buts) avec Mohamed Salah

### Source
- (en) Cet article est partiellement ou en totalité issu de l’article de Wikipédia en anglais intitulé « Prejuce Nakoulma » (voir la liste des auteurs).